# Upton Noble
Pour les articles homonymes, voir Upton (homonymie) et Noble (homonymie).
Upton Noble est une paroisse civile et un village du Somerset, en Angleterre.